# Malloa
Malloa es una comuna de la zona central de Chile de 12.872 habitantes. De carácter agroindustrial pero eminentemente rural, pertenece a la  Región del Libertador General Bernardo O'Higgins, en la Provincia de Cachapoal. Se ubica en el límite con la Provincia de Colchagua, distante a 38 kilómetros de la capital regional Rancagua y a unos 130 km de Santiago de Chile. Los límites de la comuna de Malloa son al norte las comuna de Quinta de Tilcoco, por el noreste la comuna de Rengo, al sureste con la comuna de San Fernando y al suroeste con la comuna de San Vicente de Tagua Tagua.

## Historia

### Chile prehispánico

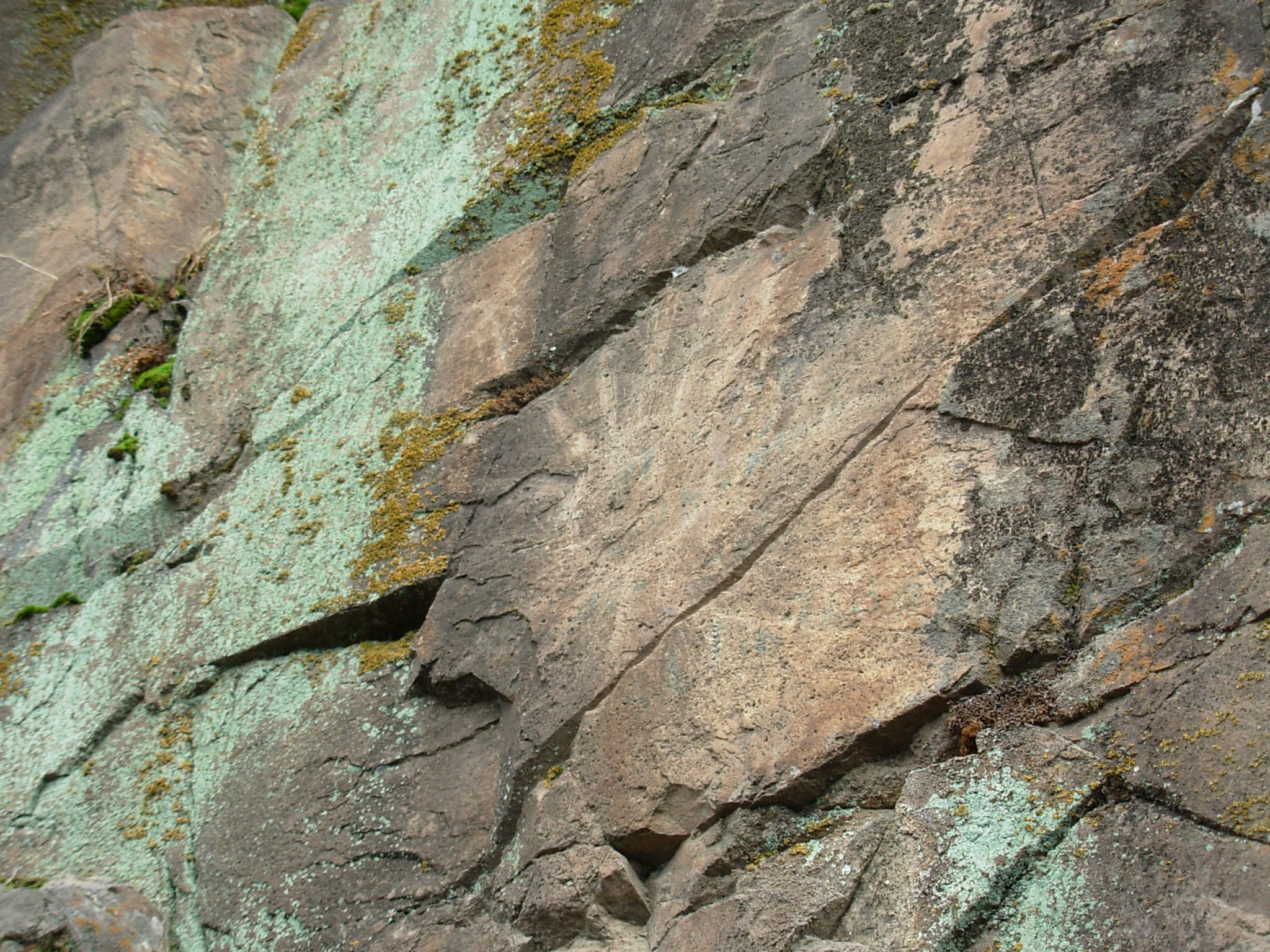
Petroglifo en cerro de Malloa

Malloa, que en el topónimo indígena significa "Greda Blanca", es una de las comunas rurales, que integran el valle de Cachapoal, destacada por sus atractivos turísticos y religiosos, y sus artesanías en piedra rosada y madera.
La primera información histórica surge en el año 1461, con la primera invasión inca, del cual queda un importante vestigio, como son los 7 soles pintados, que se encuentran al costado sur oriente del cerro del mismo nombre. En la actualidad, ya no se aprecian como antaño, debiendo realizarse un trabajo de restauración y protección de este patrimonio comunal.
En sus orígenes se destacó por la presencia indígena, en que los dominios del cacique de Malloa, se extendían hasta el sur del cacicazgo de Copequén y rodeaban los de Tagua Tagua, Peomo (Peumo) y Tintililica (Tinguiririca).

#### La Leyenda de Malloa
Malloa era una hermosa niña de quince años, hija del cacique Rigolemu, casado con la bella Tralana. Deslumbrados por la belleza de la muchacha, se enamoraron de ella los caciques Corcolén y Panquehue, pero su naturaleza la llevó a unirse con Pelequén, quien mató a sus contrincantes para vivir con su amada.
Tralana, que sostenía amores con Ñunco y al saber de las iras de Rigolemu, huyó junto a él. Sin embargo, los alcanzó la maldición del poderoso Machi Chu-Chue, y quedaron convertidos en piedras, a cierta distancia una de otra.
Malloa se entregó entonces a Chu-Chue, que la lleva hasta el cerro Sol Pintado, a cuya entrada existía una cueva que conducía hasta una mansión encantada, donde en forma apasionada le ofreció matrimonio a Malloa. Ella aunque un poco evasiva aceptó, pero al momento de dar el sí, el cerro se partió en dos, sepultando al hechicero y a la princesa en sus entrañas.
En la actualidad, la Comuna de Malloa se identifica principalmente por su belleza arquitectónica de tipo colonial, de adobes y maderas en fachada continua y se distingue, además, por sus hermosas tinajas, que adornan su principal vía, la avenida Bernardo O'Higgins.

### Conquista española
Se sucedieron una dinastía de gobernantes, que según la teoría de algunos estudiosos, eran de origen inca. Durante el tiempo de la conquista, cuando ocurrió el reparto de tierras de Malloa, fue cuando el gobierno español redujo los dominios del cacique de Malloa, a un pueblo de indios, con extensas tierras de labranza y pastoreo.

### Independencia
Según la historia, Juan de la Fuente, aparece con 500 cuadras en Apalta y 600 en Malloa. El capitán Simón Román de Tamayo, reunió estancias en Pelequén, Malloa y Rigolemu, comenzando a poblarse los diversos sectores de la comuna, que hoy son más de 20, y mantienen su estilo agrario.

### Villa

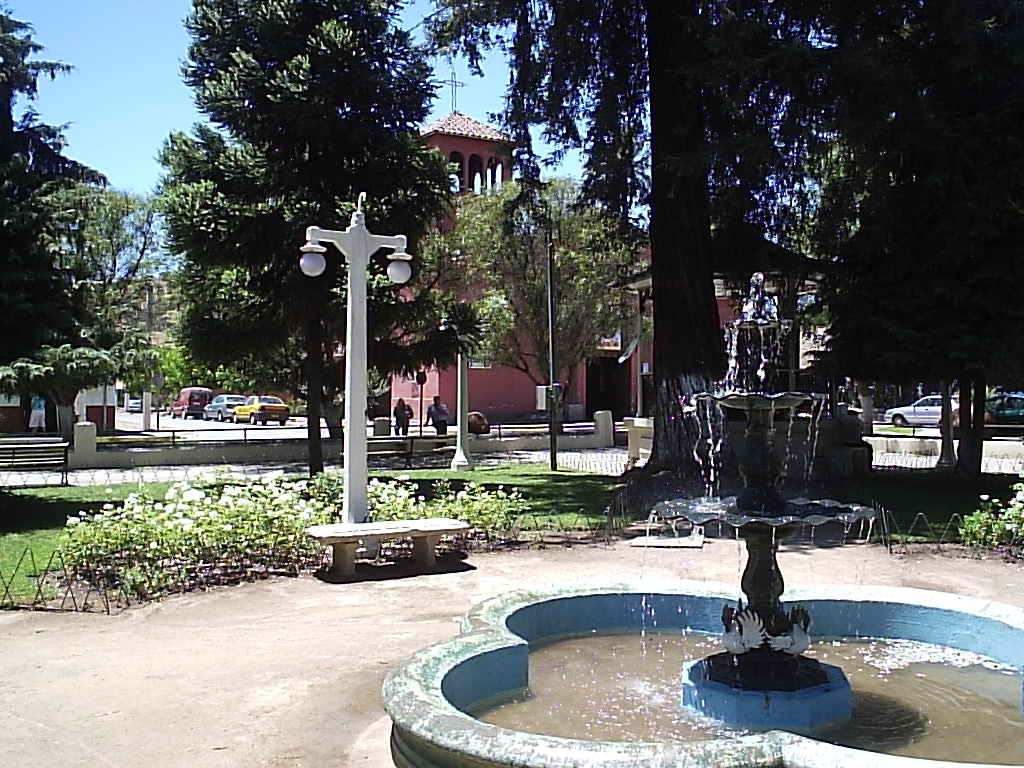
Plaza de Malloa, al fondo, el santuario al Apóstol San Judas Tadeo

El día 17 de febrero de 1873, se otorgó el título de villa a la aldea de Malloa. El texto de dicho decreto supremo dice:

Valparaíso, febrero 17 de 1873

Vista la nota precedente y lo informado acerca de ella por el gobernador de Caupolicán, 
Decreto: concédese el título de villa a la aldea de Malloa. 
Tómese razón y comuníquese.
Siendo presidente de Chile, don Federico Errázuriz Zañartu y ministro del interior, don Eulogio Altamirano.

### Comuna

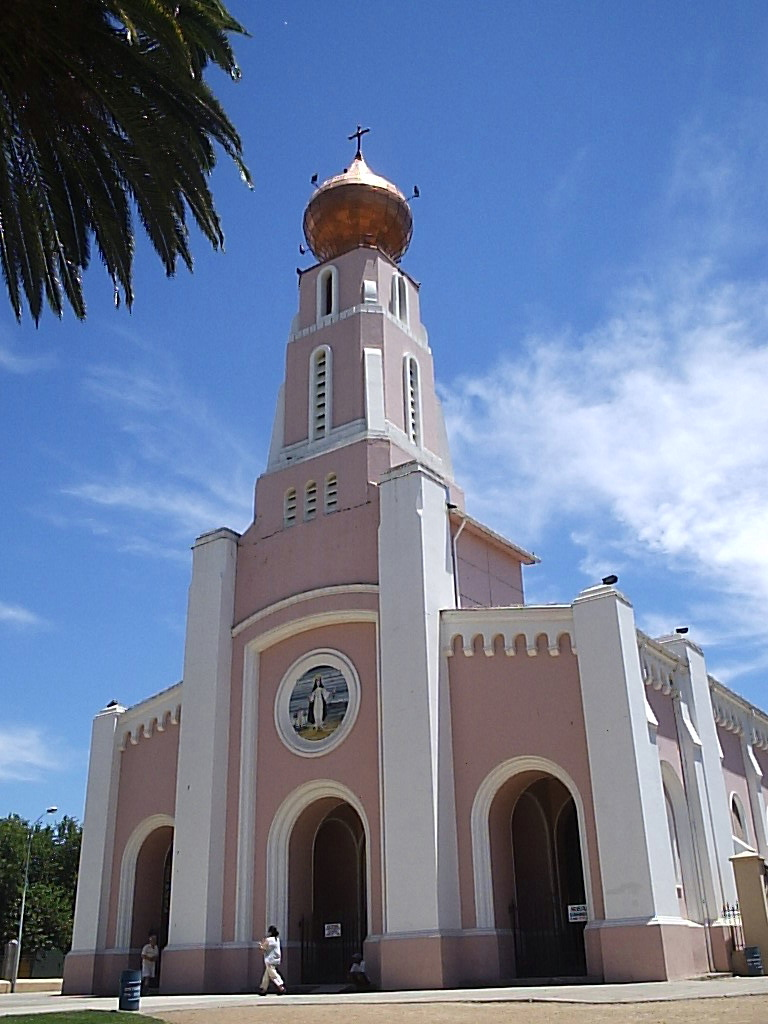
Santa Rosa de Pelequén

La comuna de Malloa se creó por Decreto Supremo el 22 de diciembre de 1891.

Malloa.-—Villa del departamento de Caupolicán situada por los 34° 28' Lat. y 71° 00' Lon. y á unos 15 kilómetros hacia el SO. de su capital, la ciudad de Rengo; queda como nueve kilómetros hacia el O. de la estación de Pelequén en el ferrocarril del sur. Tiene una población de 1,182 habitantes, iglesia parroquial desde 4 de julio de 1845, habiendo sido antes anejo de la ciudad de San Fernando, de la que dista 16 kilómetros al N., tres escuelas gratuitas, oficinas de registro civil y de correo, molinos harineros, fábricas de destilación, &c. Sus contornos son de buenos cultivos, y en los cerros inmediatos al O. se trabajaron algunas minas de oro. Fué primitivamente asiento de población indígena, que existía á la llegada de los primeros españoles á Chile, estableciéndose éstos allí algún tiempo después. En él se expidió por el Presidente Manso de Velasco en mayo de 1742 el auto de fundación de San Fernando. Se le confirió el título de villa el 17 de febrero de 1873. El nombre es alteración de mallohue, lugar de arcilla ó greda blanquizca, lo que el P. Luis de Valdivia traduce en calera.
Francisco Astaburoaga, Diccionario Geográfico de la República de Chile : 418  

El geógrafo Luis Risopatrón describe a Malloa como una ‘villa’ en su libro Diccionario Jeográfico de Chile en el año 1924: : 519 

Malloa (Villa) 34° 28’ 70° 58'. Con caserío irregular, cuenta con servicio de correos, telégrafos; rejistro civil, escuelas públicas i estación de ferrocarril i se encuentra en medio de contornos productivos i cultivados, a 252 m de altitud, a 7 kilómetros al W del pueblo de Pelequen; fué primitivamente asiento de población indíjena, a la época de la llegada de los primeros españoles. Se le confirió el título de villa por decreto de 17 de febrero de 1873.

## Medio ambiente

### Geomorfología y componentes abióticos

Trazado simplificado de los ecosistemas y cuerpos de agua presentes en la comuna de Malloa.

La comuna de Malloa se encuentra emplazada en las unidades geomorfológicas de Cordillera andina de retención crionival, Cuenca de Rancagua y Llano central fluvio-glacio-volcánico; y presenta según la clasificación climática de Köppen clima mediterráneo de lluvia invernal (Csb) y clima mediterráneo de lluvia invernal de altura (Csb (h)). Esta además se halla en la cuenca hidrográfica de río Rapel. Además, la comuna posee diversos cuerpos de agua, entre los que se destacan el río Claro.

### Componentes bióticos
Dentro del territorio de la comuna se pueden hallar los siguientes ecosistemas:
- Bosque esclerófilo mediterráneo andino donde predominan Kageneckia angustifolia y Guindilia trinervis (Vulnerable)
- Bosque esclerófilo mediterráneo andino donde predominan Lithrea caustica y Lomatia hirsuta (Vulnerable)
- Bosque esclerófilo mediterráneo andino donde predominan Quillaja saponaria y Lithrea caustica (Vulnerable)
- Bosque espinoso mediterráneo interior donde predominan Acacia caven y Lithrea caustica (En peligro)
- Bosque espinoso mediterráneo interior donde predominan Acacia caven y Prosopis chilensis (Vulnerable)
- Matorral bajo mediterráneo andino donde predominan Chuquiraga oppositifolia y Nardophyllum lanatum (Preocupación menor)

### Medidas de protección ambiental y conflictos socioambientales
Hasta 2022, la comuna de Malloa cuenta con las siguientes zonas que poseen algún nivel de protección ambiental:
- Cordillera de la costa Valle Central (Sitios ERB)[12]
- Corredor Los Lingues (Sitios ERB)[13]
- Precordillera Andina Sur (Sitios ERB)[14]

## Demografía
La comuna de Malloa abarca una superficie de 113 km² y una población de 12 182 habitantes (INE 2002), correspondientes a un 0,016 % de la población total de la región. Del total de la población, 6206 son mujeres y 6666 son hombres. Un 63,42 % corresponde a población rural y un 36,58 % a población urbana.

### Poblados y sectores
- Cantarrana
- Caracoles
- San Pedro
- Corcolén
- Cuenca
- Limahue
- La Gruta
- Los Maquis
- Malloa
- La Ensenada
- Rigolemu
- La Capilla
- El Sauce
- Puntilla de Panquehue
- Panquehue
- Pelequén
- Pelequén Viejo
- Portezuelo
- Puntilla de San Pedro
- Rosedal
- Salsipuedes
- San Luis
- Monte Atajo
- San Alberto
- Santa Inés
- Santo Domingo

## Administración

### Municipalidad
La Ilustre Municipalidad de Malloa es dirigida actualmente por el alcalde Luis Barra Villanueva (PPD) desde el año 2021 , quien es acompañado por los siguientes concejales;
- Edelmira Silva El Salug
- Juan Marcelo Labbe Díaz
- Rodrigo Herrera Vargas
- Mónica Casstro Molina
- Rodrigo Caballero Dinamarca
- Efraín Contreras Gonzaléz

#### Alcaldes desde el Retorno Democrático
| Alcalde                 | Mandato   | Partido       |
| Edelmira Silva El Salug | 1992-1996 | UDI           |
| Luis Barra Villanueva   | 1996-2004 | PPD           |
| Edelmira Silva El Salug | 2004-2008 | UDI           |
| Luis Barra Villanueva   | 2008-2016 | PPD           |
| Arturo Campos Astete    | 2016-2021 | Ind./UDI      |
| Luis Barra Villanueva   | 2021      | Independiente |

## Lugares de interés
La comuna tiene como atractivos turísticos, el pueblo de Pelequén, donde se venera la imagen de Santa Rosa de Lima. Cada 30 de agosto se celebra la multitudinaria procesión de Santa Rosa de Pelequén. Se cree que esta imagen fue traída por un soldado chileno desde Perú luego de la campaña de 1839. Junto al santuario se encuentran los canteros que trabajan la tradicional piedra rosada, con visos blancos y grises, de Rigolemo (toba volcánica), la cual se extrae de las canteras existentes en los cerros que circundan el sector, dando forma a piletas, bases para mesas, columnas, adoquines y una gran variedad de productos.
Asimismo, al lado norte de Pelequén existe un sector destinado a los artesanos de la madera, los cuales fabrican excelentes muebles para el hogar, tales como mesas de centro, comedores, dormitorios, mesas de arrimo, etc., todos elaborados en rauli.
También en Malloa se encuentra el santuario parroquial San Judas Tadeo. A San Judas Tadeo se le venera el día 28 de octubre.